# Parque Nacional do Teide
O Parque Nacional do Teide ocupa a zona mais alta da ilha de Tenerife e de Espanha (nas Canárias). Foi declarado a 22 de janeiro de 1954 como Parque Nacional del Teide, sendo o maior e mais antigo dos parques nacionais das ilhas Canárias e um dos mais antigos de Espanha.
Em 2007 foi declarado Património da Humanidade pela UNESCO, no mesmo ano também foi integrado na lista dos Doze tesouros da Espanha. Ele também é um dos parques nacionais mais visitados em Europa e do mundo. Em 2016, ele foi visitado por 4,079,823 visitantes e turistas atingindo uma alta recorde.